# Нисаба
Нисаба (также Нидаба) — шумерская богиня, покровительница письма и науки, выполняющая обязанности писца богов.

## Культ
Со временем обязанности богини расширились - помимо письма и науки Нисаба стала богиней мудрости и архитектуры. Центр культа располагался в городе Умма. В Ашшуре её почитали в местном храме наравне с богами Шалой и Хабиру. Особенно была популярна во II тысячелетии до н. э.

## Происхождение
С развитием культа бога Набу (также покровителя писцов) она стала его мифологической супругой и счастливо с ним жила в стране письменности.